# Johnius laevis
Johnius laevis és una espècie de peix de la família dels esciènids i de l'ordre dels perciformes.

## Morfologia
- Els mascles poden assolir 14 cm de longitud total.[4][5]

## Hàbitat
És un peix marí, de clima tropical i demersal que viu entre 45-60 m de fondària.

## Distribució geogràfica
Es troba al llarg de les costes d'Austràlia i Papua Nova Guinea entre 124°-144°E.

## Observacions
És inofensiu per als humans.